# DJ Screw
DJ Screw, född Robert Earl Davis, Jr. den 20 juli 1971 i Bastrop, Texas, död 16 november 2000, var en amerikansk DJ och rappare från Houston i Texas. Han var aktiv mellan 1990 och sin död 2000. DJ Screw är mest känd som skaparen av tekniken Chopped and Screwed vilket innebär att man saktar ner låtar s.k. "screwed" och samtidigt "hacka" upp dem "chopped". DJ Screw blev uppmärksammad för hans många mixtapes och album främst på en regional nivå, för att på 2000-talet få ett internationellt genomslag.
DJ Screw började som DJ som 12-åring och utvecklade sin speciella teknik under 80-talet och i början av 90-talet. Han började med att sälja sina mixtapes till vänner och bekanta men så småningom öppnade han sin egen butik på Cullen Boulevard i Houston med namnet Screwed Up Records and Tapes. Den speciella remix-tekniken spred sig så småningom till den bredare hiphop-scenen i Texas och i södra USA. Chopped and Screwed har också fått en internationell spridning och man kan i början av 2010-talet hitta en uppsjö av låtar som blivit Chopped and Screwed, inte bara hiphop. Houston kallas ibland för Screwston till minne av DJ Screw.
Davis dog den 16 november 2000. Dödsorsaken har diskuterats, men enligt rättsläkarens rapport dog han av en överdos, bland annat kodein. Kodeinet kom från en receptbelagd hostmedicin som han blandade med läsk eller saft för att åstadkomma drogblandningen purple drank. Efter hans död har drogblandningen fått en större spridning.
Screw släppte fem album: "All Screwed Up, Vol. 1" (1995), "3 'N the Mornin Part 1" (1995), "3 'N the Mornin Part 2 Red" (1996) "3 'N the Mornin Part 2 Blue" (1996), and "All Work, No Play" (1999). Screw släppte även hundratals Mixtapes på sina egna labels Screwed Up Records och Dead End Records.
Han har hjälp många andra rapartister, till exempel Lil' Flip, Big Pokey & Lil' Keke.